# Mercedes-Benz R129
Mercedes-Benz R129 är en gran turismo, tillverkad av den tyska biltillverkaren Mercedes-Benz mellan 1989 och 2001.
1989 presenterades slutligen 107:ans ersättare. Den nya SL-klassen byggde vidare på W124 E-klass, men försågs även med motorer från W140 S-klass. R129 hade finesser som justerbara stötdämpare och en uppfällbar störtbåge som aktiverades om bilen var på väg att välta. Detta, i kombination med övrig säkerhetsutrustning, gjorde att Mercedes hävdade att R129 var världens säkraste bil, trots att den saknade tak. 129:an uppdaterades 1993 och 1996, bland annat med nya motorer.
Varianter:
| Modell        | Årsmodell                  | Motor                                               | Cylindervolym     | Effekt        | Bränslesystem                                     |
| ------------- | -------------------------- | --------------------------------------------------- | ----------------- | ------------- | ------------------------------------------------- |
| 300 SL        | 1989-93                    | M103: 6-cyl radmotor ohc                            | 2962 cm³          | 190 hk        | Bosch bränsleinsprutning                          |
| 300 SL-24     | 1989-93                    | M104: 6-cyl radmotor                                | 2960 cm³          | 231 hk        | Bosch bränsleinsprutning                          |
| 500 SL        | 1989-97                    | M119: 8-cyl V-motor dohc                            | 4973 cm³          | 326 hk        | Bosch bränsleinsprutning                          |
| 600 SL SL 600 | 1992/10 1992/11-93 1994-95 | M120: 12-cyl V-motor dohc M120: 12-cyl V-motor dohc | 5987 cm³ 5987 cm³ | 408 hk 394 hk | Bosch bränsleinsprutning Bosch bränsleinsprutning |
| SL280         | 1994-97                    | M104: 6-cyl V-motor dohc                            | 2799 cm³          | 193 hk        | Bosch bränsleinsprutning                          |
| SL320         | 1994-97                    | M104: 6-cyl V-motor dohc                            | 3200 cm³          | 231 hk        | Bosch bränsleinsprutning                          |
| SL60 AMG      | 1994-97                    | M119: 8-cyl V-motor dohc                            | 5547 cm³          | 381 hk        | Bosch bränsleinsprutning                          |
| SL280         | 1998-2001                  | M112: 6-cyl V-motor ohc                             | 2799 cm³          | 204 hk        | Bosch bränsleinsprutning                          |
| SL320         | 1998-2001                  | M112: 6-cyl V-motor ohc                             | 3299 cm³          | 224 hk        | Bosch bränsleinsprutning                          |
| SL500         | 1998-2001                  | M113: 8-cyl V-motor ohc                             | 4496 cm³          | 306 hk        | Bosch bränsleinsprutning                          |
| SL55 AMG      | 1998-2001                  | M113: 8-cyl V-motor ohc                             | 5439 cm³          | 354 hk        | Bosch bränsleinsprutning                          |
| SL70 AMG      | 1999-2001                  | M120: 12-cyl V-motor dohc                           | 7055 cm³          | 496 hk        | Bosch bränsleinsprutning                          |
| SL73 AMG      | 1999-2001                  | M297: 12-cyl V-motor dohc                           | 7291 cm³          | 525 hk        | Bosch bränsleinsprutning                          |